# Месец од папира
Месец од папира је деби студијски албум поп-фолк певача Бојана Бјелића издат 2004. године за издавачку кућу Сити Рекордс. Издат је у виду цд-а и радио касете, а песме на албуму су радили Јелена Живановић и Зоран Живановић. Урађени су музички спотови за песме Рођендан, Од собе до собе и Женске лажи.

## Списак песама[2]
1. Рођендан
2. Емотивније
3. Сан за један дан
4. Кад љубав леђа окрене
5. Исто ко и сад
6. Коцка леда
7. Од собе до собе
8. Месец од папира
9. Женске лаже